# ديفون ألين
ديفون ألين (بالإنجليزية: Devon Allen)‏ هو لاعب كرة قدم أمريكية أمريكي، ولد في 12 ديسمبر 1994 في فينيكس في الولايات المتحدة.

## وصلات خارجية
- ديفون ألين على موقع الاتحاد الدولي لألعاب القوى (الإنجليزية)
- ديفون ألين على موقع الاتحاد الأمريكي لسباقات المضمار والميدان (الإنجليزية)
- ديفون ألين على موقع الدوري الماسي (الإنجليزية)
- ديفون ألين على موقع TFRRS.org (الإنجليزية)
- ديفون ألين على موقع اللجنة الأولمبية الدولية (الإنجليزية)
- ديفون ألين على موقع أوليمبيديا (الإنجليزية)
- ديفون ألين على موقع اللجنة الأولمبية والبارالمبية الأمريكية (الإنجليزية)